# Persö naturreservat
Persö är ett naturreservat i Trosa kommun i Södermanlands län.
Området är naturskyddat sedan 1981 och är 4 212 hektar stort. Reservatet omfattar Persö med kringliggande småöar, kobbar och vattenytor i Trosa skärgård.
Berggrunden på Persö ingår i ett stråk av leptitformationen från Runmarö i norr över Kalkkobben vid Munkö och vidare över Ornö, Utö och ner över Oxelösunds och Nyköpings skärgård där Persö är belägen i Trosa skärgård.
Geografiskt finns leptitformationens bergarter inom ett bågformigt område från norra Uppland och södra Gästrikland in över södra Dalarna och vidare mot söder genom västra Västmanland till Närke och sydöstra Värmland. Bältet böjer sedan av mot öster genom norra Östergötland och sydligaste Södermanland.
Leptit är en bergart som bildats genom regionalmetamorfos av kiselsyrerika, sura eller intermediära lavor, alternativt vulkaniska tuffer. En modernare benämning på bergarten är metavulkanit. I formationen ingår även kristallina kalkstenar (s.k. urkalksten eller marmor) samt järnmalmer av sedimentärt ursprung. Inom detta bälte finns bergslagen med ett stort antal nedlagda gruvor.
Leptiten (metavulkaniten) är en metamorf bergart som är finkornig med en medelkornstorlek 0,5 - 0,05 mm. Beroende på den mineralogiska sammansättningen kan bergarten definieras i begreppen metaryolit, metadacit eller metaandesit.
Det som framför allt utmärker Persö är klipphällarna med sina fåror. De kan närmast jämföras med de internationellt förekommande strukturerna som går under den tyska beteckningen rillenkarren(de). Dock avviker strukturerna på Persö i bildningsförhållandena från "rillenkarren".
Efter att inlandsisen under kvartärperioden genom sin tyngd pressat ned berggrunden och genom korrasion polerat den, har landhöjningen höjt berggrunden över havet. Detta har resulterat i spektakulära formationer, som kommit till av vågorna som slagit mot klippan i något tusental år och spolat bort tidigare avsatta jordlager. Med stor sannolikhet har vågornas abraderande verkan på berghällen nått ner till vågbasens djup. 
Hällarnas yta karakteriseras av två morfologiskt åtskilda strukturer. Dels där berggrunden består av uppresta intensivt växellagrade skikt av metavulkanit och urkalksten. Den lätteroderade kalkstenen har urgröpts av vågsvallets eroderande krafter medan de mer motståndskraftiga skikten av  metavulkanit står upp över omgivningen såsom ryggar. 
Dels inom större delar av friliggande kalksten där vittringen åstadkommit ett gytter av grunda gropar, gropvittring. Persöns sönderfrätta kalkstenshällar kan betraktas som ett karstlandskap om än i miniatyrformat ("mikrokarst"). Groparna som oftast bara är någon centimeter som djupast kan kallas "mikrodoliner".
Växtligheten och naturen är ganska varierande på ön. För att ta sig upp på ön måste man först passera stranden med sina revor av gåsört och vidare över klapperstenen, som vittnar om att strandlinjen tidigare har gått här. På ön kan man hitta allt från vit fetknopp och kruskalkmossa till tallar, idegran, rönn, nyponbuskar och kungsmynta, även brudbröd och bergkårel. Man kan också få syn på den lilla hotade smalgrynsnäckan, som ska ha överlevt sedan istiden. Fram till början av 1900-talet betade djur på ön men betesmarkerna har vuxit igen och består mest av skog och torräng. Persö är nu fåglarnas ö och har ett landstigningsförbud mellan 1 februari och 15 augusti.
Bergslagen
Bergslagen är ett geografiskt löst avgränsat område i södra Sverige där gruvdrift har bedrivits sedan medeltiden. De flesta gruvor har brutits på järn, men sulfidmalmer med zink, bly och silver har också brutits, t.ex. i Sala och Stollberg. Än idag bryts sulfidmalm i Garpenberg, Zinkgruvan och Lovisagruvan.
Vissa malmer (t.ex. i Falun) innehåller även koppar och guld, och fyndigheter av mer exotisk karaktär (t.ex. sällsynta jordartsmetaller) förekommer lokalt.
De flesta malmerna förekommer i en stratigrafisk sekvens som domineras av metavulkaniter med inslag av marmor. Dessa avsattes för omkring 1,91 - 1,89 miljarder år sedan i en vulkaniskt aktiv marin bassäng som bildats genom extension av kontinental jordskorpa. 
Vissa malmer bildades som lager på havsbottnen och förekommer som växellager i sekvensen. Andra malmer (t.ex. i Sala) bildades under havsbottnen när varma lösningar ersatte kalkbergarter.
Ytbergarterna och malmerna utsattes för metamorfos och deformation under den svekokarelska orogenesen för omkring 1,9 - 1,8 miljarder år sedan. I samband med det bildades också stora mängder djupbergarter (t.ex. granit).